# Casa-fàbrica Tresserras

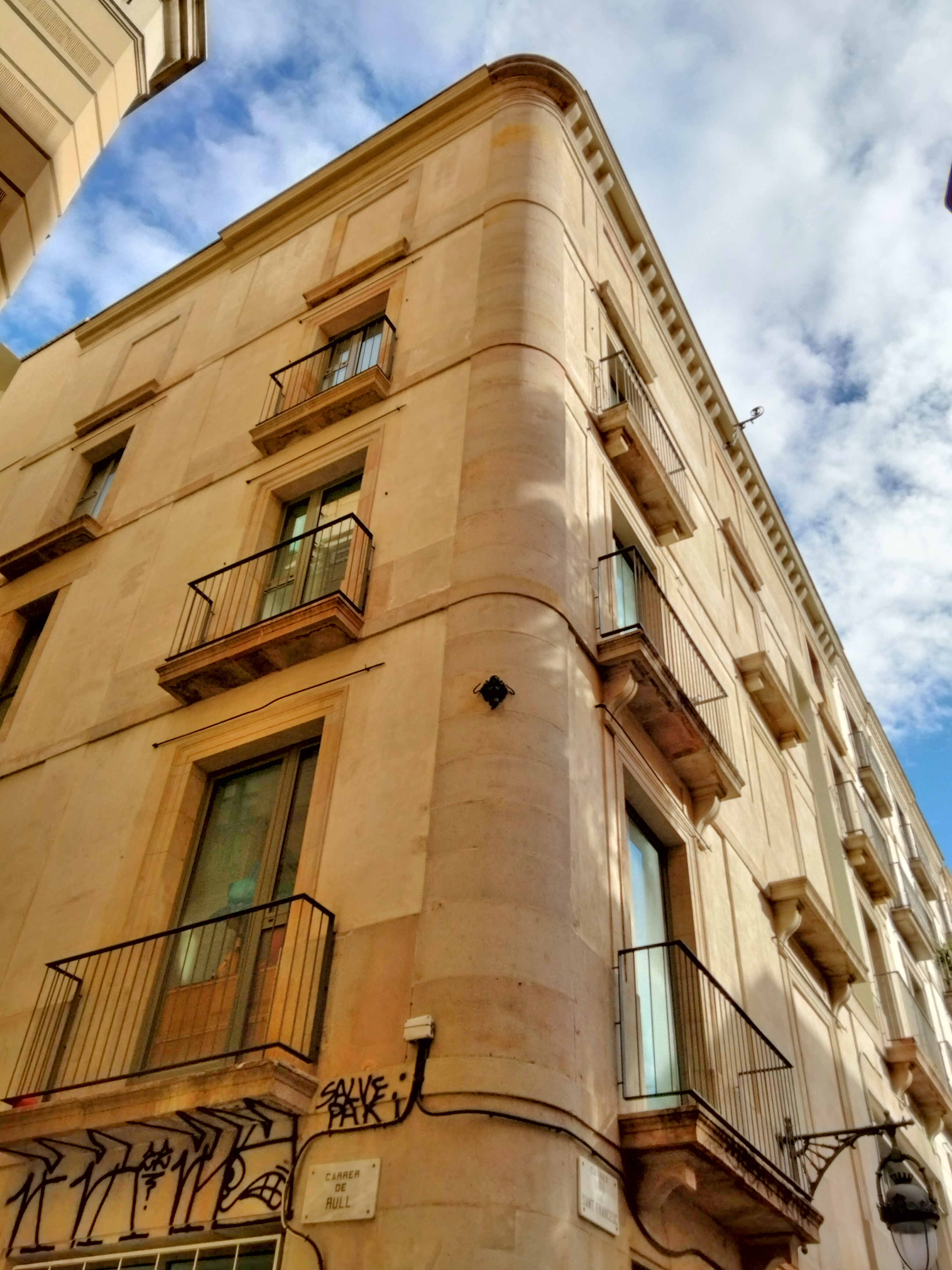
Cantonada de l'edifici actual (2024), que juntament amb la casa Ramon Casas i Gatell allotja l'Escola Drassanes

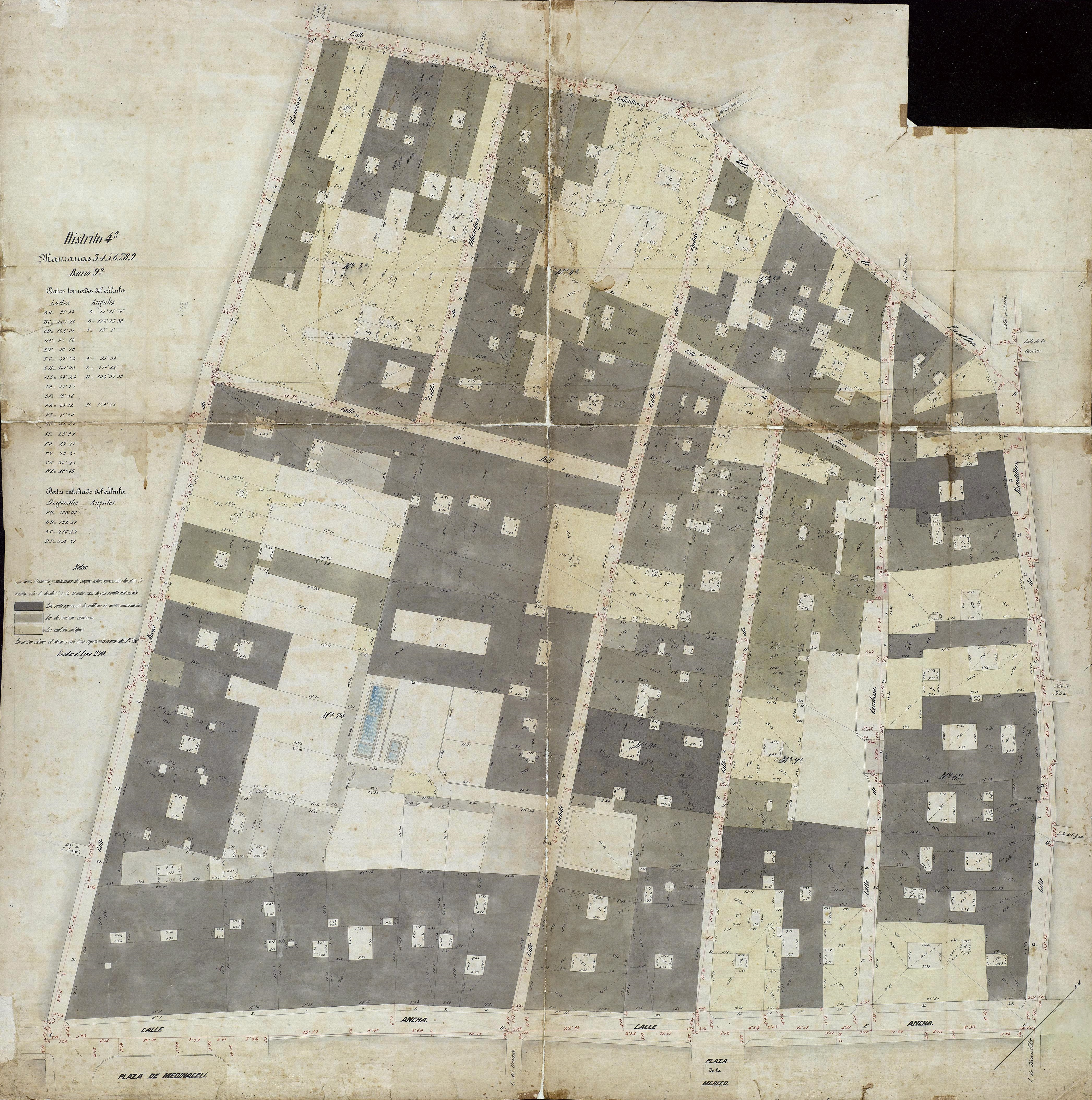
Quarteró núm. 113 de Garriga i Roca (c. 1860)

La casa-fàbrica Tresserras era un edifici situat al carrer Nou de Sant Francesc, 9 i d'en Rull, 10-14 de Barcelona, del que només es conserva una part de la façana al primer d'aquests carrers. De planta baixa i quatre pisos, constava d'un cos destinat a habitatges a la cantonada, amb una façana principal representativa amb balcons amb baranes de ferro colat, i una «quadra» al llarg del carrer d'en Rull, amb una façana molt més austera.

## Història

### Els gerrers Barba
Al segle xvii, Josep Barba fou l'iniciador d'una nissaga de gerrers. El 1733, el seu fill Josep Barba i Cabot va adquirir en emfiteusi al frare dominicà Manuel Abarca, com a procurador d'Antonio Marcilla de Caparroso i de Manuela Lastanosa, comtes de La Rosa i residents a Osca, dues porcions d'hort de 62 x 240 i 69 x 240 pams, respectivament, als carrers Nou de Sant Francesc i de na Sagra o de la Mare de Déu (després Obradors i actualment Rull). Va morir el 1753 i fou succeït pel seu fill Josep Barba i Muns (1726-1781), i aquest pel seu fill Josep Barba i Ferrer (1765-1839).

### Fàbrica d'indianes Vídua d'Anglès, Fill, Tresserras i Cia
El 1792 es va constituir la societat Vídua d'Anglès, Fill, Tresserras i Cia per a la fabricació d'indianes, amb un capital de 36.000 lliures barcelonines, de les quals el fabricant Joan Rull i Arnabach n'aportaria 14.500. Els altres socis eren la casa de comerç Vídua d'Anglès, Fill i Cia i Joan Carles Anglès (4.000 lliures cadascun), Joan Tresserras (5.000 lliures) i Antoni de Martí i Gatell (8.500 lliures). La societat va llogar la propietat del gerrer Josep Barba i Ferrer, que el 1799 va demanar permís per a fer-hi reformes, segons el projecte del mestre de cases Miquel Bosch: «variar algunes obertures en su pròpia casa, en la calle Nueva de San Francisco, esquina dels Hobradós, para hazer una tienda en dicha esquina y escalerilla para los inquilinos».
La societat va funcionar fins al 1804, quan es van retirar del negoci els Anglès. A partir d'aquell moment, corregué sota la raó social de Joan Tresserras i Cia, amb el capital distribuit de la següent manera: Joan Rull i Antoni de Martí i Franquès (fill d'Antoni Martí i Gatell, mort el 1795) amb 37.000 lliures cadascun, i Joan Tresserras, amb 17.450 lliures.

### La «fabricanta» Magdalena Jover
El 1814, a causa de la crisi ocasionada per la Guerra del Francès, Barba va vendre la finca a Magdalena Jover, esposa del fabricant, per 9.660 lliures barcelonines. El 1815, Joan Tresserras sol·licità permís per a reedificar la seva casa i la fàbrica al seu costat, al mateix carrer d’Obradors, segons el projecte del mestre de cases Pau Cortès. Consistia en una «quadra» de grans dimensions, 240 pams de longitud (46,65 m), 60 pams d'alçada (11,66 m), amb doble crugia i tres plantes d'alçada.
Magdalena Jover, que feia temps havia assumit la direcció de la fàbrica, hi va fer les primeres reformes el 1820. Sis anys més tard hi realitzà més reformes i ampliacions sota la direcció de l'arquitecte Francesc Renart i Arús, i, en plenes obres, sol·licità aixecar a més alçada la coberta. Arran d'una denúncia per les molèsties que ocasionaven els gasos i fums de la fàbrica, Jover es va defensar amb un memorial que presentà a l'Ajuntament l'octubre del 1827. Tanmateix, el 1828 va haver d'executar el mandat d'aixecar una xemeneia i parets sota la direcció de l'arquitecte Mateu Marquès. El 1832 i 1833 hi va efectuar algunes reformes més.

### Reedificació
El 1844, l'hereu Joan Baptista Tresserras i Jover va demanar permís per a reedificar la casa-fàbrica, segons el projecte del mestre d'obres Josep Nolla. Segons la carta de pagament de les obres, aquestes començaren l'abril del 1845 i acabaren a finals del 1846, i hi intervingueren, a més del mateix Nolla, el fuster Jaume Padró, el seraller Antoni Sagrera, el vidrier Pere Pujol i el pintor Francesc Fernández.
Posteriorment, la propietat passà a mans del comerciant Joan Antoni Tresserra i Barreiro, fillastre de Magdalena Jover i cònsol de la República Argentina a Barcelona. Ofegat pels deutes, el 1855 la vengué per 50.000 duros a la indiana Ramona Sunyer, natural de l'Havana i casada amb Antoni Isbert. Posteriorment, passà a mans de Carolina Valladares, casada amb Emili Milà i Pi, germà de Josep Maria Milà i Pi.

### Demolició
Finalment, l'edifici, afectat pel «Pla Especial d'equipament docent a la part baixa del barri Gòtic», va ser enderrocat per a la construcció de l'Escola Drassanes, inaugurada el 2012, conservant-ne només part de la façana del cos de la cantonada, amb unes baranes de traça senzilla de ferro forjat en substitució de les originals. El 2010, en el transcurs de les obres, una intervenció arqueològica hi va trobar dos forns de ceràmica.